# 전북 현대 모터스 2008 시즌
전북 현대 모터스 2008 시즌은 전북 현대 모터스의 15번째 시즌이다.

## 시즌
2008 시즌 2월 전북은 잉글랜드 프리미어리그 뉴캐슬 유나이티드로의 이적이 불발된 조재진을 영입하였다. 포항에서 최태욱 그리고 루이스도 영입하였다. 적극적인 전력 보강이 이루어져 우승 후보로 거론되었지만 시즌 초반 1승 1무 6패로 꼴찌로 추락하고 말았다. 4년째 성과를 내지 못하는 최강희 감독에 시즌 중반까지 계속 팬들이 비판하면서 경질론도 나오게 되었으나 최강희 감독은 직접 전북 홈페이지 게시판에 글을 올려 ‘믿어 달라’고 하며 팬들의 비판을 잠재웠다.
| “ | 저는 전북을 지키면 안되는겁니까? 저는 영원히 전북감독을 하면 안되는거지요? 팀은 안으로 정말 좋아졌어요 젊어지고 가능성이 있는팀 (중략) 저도 가끔 꿈을 꿉니다 가슴에 별을 달고 축구판을 호령하는 모습 우리팬들의 영원한 숙제 리그우승도 꿈꾸고 다시한번 아챔 도전을 해서 역사를 다시한번 써보자 2006년을 재현해보자 그런 꿈을 꿉니다 | ” |

우승을 위하여 전북 구단 자체적으로 추진하고 있던 '2010 프로젝트'도 최강희 감독에게 힘을 실어주었다. 시즌 후반 순위를 끌어올리며 11월 9일 경남 FC와의 리그 최종전에서 3-1 역전승을 거두어 6강 플레이오프에 6위로 턱걸이 하였다. 성남을 2-1로 이기고 울산과 대진하게 되었다. 이 때, 울산으로 이적했던 염기훈이 준플레이오프에서 전북을 탈락시키는 골을 넣고 ‘친정팀에게 골을 넣어 더 기쁘다’라고 말하여 전북 팬들의 공분을 사게 되었다. 조재진은 시즌 종료 후 감바 오사카로 이적하며 15억이라는 이적료를 전북에 안겨준다.
최강희 감독은 잦은 부상과 주전 경쟁에서 밀린 김형범을 영입하여 핵심 멤버로 키웠다. 또한 포항에서 따바레즈와의 주전 경쟁에서 밀린 국가대표 출신 최태욱을 2대2 트레이드로 영입하여 재기할 수 있게 하였고 수원에서 방출 당했던 루이스도 다시 K리그에 불러들여 뛰어난 활약을 이끌었다. 부상과 부진에 빠진 선수를 영입하여 능력을 다시 끌어내고 재기시키는 방식을 써와 재활공장장이라는 칭호를 얻었다.

## 통계

### 클럽 전적 통계
| 대회           | 경기 | 승 | 무 | 패 | 득점 | 실점 | 득실차 | 승점 | 결과 |
| -------------- | ---- | -- | -- | -- | ---- | ---- | ------ | ---- | ---- |
| K리그          | 26   | 11 | 4  | 11 | 39   | 37   | +2     | 37   | 6위  |
| K리그 챔피언십 | 2    | 1  | 0  | 1  | 2    | 2    | 0      | 3    | 4위  |
| FA컵           | 3    | 2  | 1  | 0  | 6    | 1    | +5     | 7    | 8강  |
| 리그컵         | 11   | 5  | 4  | 2  | 18   | 11   | +7     | 19   | 4강  |
| 합계           | 42   | 19 | 9  | 14 | 65   | 51   | +14    | 66   | 무관 |

### 선수 개인 기록
| No.                 | 포 | 국                    | 선수     | 합계 | 합계 | K리그 | K리그 | FA컵 | FA컵 | 리그컵 | 리그컵 |
| No.                 | 포 | 국                    | 선수     | 경기 | 득점 | 경기  | 득점  | 경기 | 득점 | 경기   | 득점   |
| ------------------- | -- | --------------------- | -------- | ---- | ---- | ----- | ----- | ---- | ---- | ------ | ------ |
| 1                   | GK | 대한민국              | 권순태   | 36   | 0    | 24    | 0     | 3    | 0    | 9      | 0      |
| 2                   | DF | 대한민국              | 최철순   | 37   | 0    | 27    | 0     | 1    | 0    | 9      | 0      |
| 3                   | DF | 대한민국              | 성종현   | 10   | 1    | 4     | 1     | 3    | 0    | 3      | 0      |
| 4                   | DF | 대한민국              | 강민수   | 30   | 1    | 21    | 0     | 2    | 1    | 7      | 0      |
| 6                   | DF | 대한민국              | 김현수   | 17   | 1    | 13    | 1     | 2    | 0    | 2      | 0      |
| 7                   | MF | 대한민국              | 이현승   | 21   | 3    | 14    | 2     | 2    | 1    | 5      | 0      |
| 9                   | FW | 대한민국              | 정경호   | 32   | 5    | 23    | 3     | 0    | 0    | 9      | 2      |
| 10                  | FW | 보스니아 헤르체고비나 | 다이치   | 16   | 7    | 10    | 4     | 2    | 0    | 4      | 3      |
| 11                  | MF | 대한민국              | 최태욱   | 28   | 4    | 18    | 4     | 2    | 0    | 8      | 0      |
| 13                  | MF | 대한민국              | 김용희   | 1    | 0    | 1     | 0     | 0    | 0    | 0      | 0      |
| 14                  | DF | 대한민국              | 이요한   | 15   | 1    | 10    | 0     | 0    | 0    | 5      | 1      |
| 15                  | DF | 세르비아              | 알렉산더 | 17   | 0    | 13    | 0     | 2    | 0    | 2      | 0      |
| 16                  | DF | 대한민국              | 신광훈   | 20   | 1    | 15    | 0     | 1    | 0    | 4      | 1      |
| 17                  | MF | 대한민국              | 임유환   | 35   | 3    | 24    | 3     | 1    | 0    | 10     | 0      |
| 18                  | MF | 브라질                | 루이스   | 18   | 6    | 12    | 4     | 2    | 1    | 4      | 1      |
| 19                  | FW | 대한민국              | 조재진   | 33   | 11   | 26    | 8     | 2    | 1    | 5      | 2      |
| 20                  | DF | 대한민국              | 김인호   | 18   | 0    | 10    | 0     | 1    | 0    | 7      | 0      |
| 21                  | GK | 대한민국              | 김민식   | 0    | 0    | 0     | 0     | 0    | 0    | 0      | 0      |
| 22                  | MF | 대한민국              | 김형범   | 34   | 8    | 25    | 6     | 3    | 1    | 6      | 1      |
| 23                  | FW | 대한민국              | 김한원   | 5    | 0    | 2     | 0     | 1    | 0    | 2      | 0      |
| 24                  | DF | 대한민국              | 이원재   | 7    | 0    | 4     | 0     | 1    | 0    | 2      | 0      |
| 25                  | DF | 대한민국              | 정수종   | 4    | 0    | 2     | 0     | 1    | 0    | 1      | 0      |
| 26                  | MF | 대한민국              | 서정진   | 23   | 1    | 13    | 1     | 1    | 0    | 9      | 0      |
| 27                  | MF | 대한민국              | 김혁     | 0    | 0    | 0     | 0     | 0    | 0    | 0      | 0      |
| 28                  | MF | 대한민국              | 정훈     | 15   | 0    | 9     | 0     | 2    | 0    | 4      | 0      |
| 29                  | FW | 대한민국              | 홍진섭   | 22   | 2    | 14    | 1     | 2    | 0    | 6      | 1      |
| 30                  | DF | 대한민국              | 이록우   | 0    | 0    | 0     | 0     | 0    | 0    | 0      | 0      |
| 31                  | GK | 대한민국              | 홍정남   | 6    | 0    | 4     | 0     | 0    | 0    | 2      | 0      |
| 32                  | MF | 대한민국              | 전광환   | 4    | 0    | 3     | 0     | 0    | 0    | 1      | 0      |
| 33                  | FW | 대한민국              | 문대성   | 12   | 2    | 6     | 1     | 1    | 1    | 5      | 0      |
| 34                  | MF | 대한민국              | 장조윤   | 0    | 0    | 0     | 0     | 0    | 0    | 0      | 0      |
| 35                  | DF | 대한민국              | 조성준   | 8    | 0    | 5     | 0     | 0    | 0    | 3      | 0      |
| 36                  | DF | 대한민국              | 신동빈   | 2    | 0    | 0     | 0     | 1    | 0    | 1      | 0      |
| 37                  | MF | 대한민국              | 하성민   | 10   | 0    | 6     | 0     | 0    | 0    | 4      | 0      |
| 38                  | DF | 대한민국              | 김상덕   | 1    | 0    | 0     | 0     | 1    | 0    | 0      | 0      |
| 39                  | MF | 대한민국              | 온병훈   | 11   | 2    | 6     | 1     | 2    | 0    | 3      | 1      |
| 시즌 중 이적한 선수 |    |                       |          |      |      |       |       |      |      |        |        |
| -                   | DF | 대한민국              | 김성근   | 10   | 0    | 7     | 0     | 0    | 0    | 3      | 0      |
| -                   | FW | 브라질                | 제칼로   | 7    | 1    | 5     | 0     | 0    | 0    | 2      | 1      |
| -                   | FW | 북마케도니아          | 스테보   | 14   | 4    | 10    | 1     | 0    | 0    | 4      | 3      |
| -                   | MF | 크로아티아            | 토니     | 3    | 0    | 2     | 0     | 0    | 0    | 1      | 0      |

## 수상
- 김형범 - K리그 베스트 11 미드필더 부분